# Alfred Härtl (Autor)
 Alfred Härtl (* 24. März 1953 in Kohlberg) ist ein deutscher Unternehmer und Buchautor aus Hirschau in der Oberpfalz. Er ist Autor und Herausgeber mehrerer Fachpublikationen im Bereich der Elektrotechnik. die er über seinen eigenen im Jahre 1982 gegründeten Verlag namens Härtl-Verlag vertreibt.

## Leben und Beruf
Härtl lebt seit 1975 in Hirschau und ist seit 1978 mit seiner Frau Edith verheiratet.
Härtl ist gelernter Elektrotechniker und Inhaber der mittelständischen H-TRONIC GmbH in Hirschau, die elektronische Bauteile herstellt. Im Jahr 2000 erhielt die H-TRONIC den Wirtschaftspreis der Volks- und Raiffeisenbanken. 2001 bekam H-TRONIC als erster mittelständischer Elektronikfertigungsbetrieb in Bayern das weltweit höchste Umweltzertifikat. Staatssekretär Hans Spitzner überreichte es und das Öko-Audit an Härtl.
Härtl ist Erster Vorsitzender des Gewerbeverbandes Hirschau und stellvertretender Vorsitzender des Festspielvereins Hirschau.
Härtl ist auch kommunalpolitisch aktiv. Von 2002 bis 2014 war Härtl Mitglied des Stadtrats, von 2008 bis 2014 besetzte er den Posten des Dritten Bürgermeisters der Stadt Hirschau für die CSU.
Im Jahr 2010 erwarben Edith und Alfred Härtl das Gasthaus Goldener Hirsch, um es als modernes Restaurant mit Übernachtungsmöglichkeiten und Biergarten neu zu beleben. 2012 konnten die Sanierungsarbeiten abgeschlossen werden und am 19. Juli 2012 wurde der Gastronomiebetrieb wieder aufgenommen.

## Veröffentlichungen
- Optoelektronik in der Praxis Härtl-Verlag, 7. überarbeitete Auflage, 2001, ISBN 978-3-9800725-0-2
- SMD-Technik Härtl-Verlag, 4. Auflage vom 5. Mai 2000, ISBN 978-3-9800725-2-6
- Orte der Besinnung. Kirchen, Kapellen, Marterln, Bildstöcke, Wegkreuze in der Stadtgemeinde Hirschau Härtl-Verlag, 1. Auflage, 3. November 1999, ISBN 978-3-9800725-6-4
- Halbleiter-Anschluss-Tabelle Härtl-Verlag, 10. Auflage, 3. November 1999, ISBN 978-3-9800725-1-9